# Бецький Іван Єгорович
Бецький Іван Єгорович (1818 — 1890) — видавець і перекладач. Походив з московських міщан. Певний час жив у Харкові, де закінчив місцевий університет. Видав 4 частини альманаху «Молодик» (1843–1844). В другій частині цього видання вміщено поезії Шевченка, Костомарова, Щоголева, Метлинського та ін., українські народні пісні й казки, прозові твори Квітки-Основ'яненка, в інших — вірші Пушкіна, Лермонтова, Бенедиктова, Фета, переклади з Барб'є, Гюго, наукові статті з історії України, фольклору та етнографії. Окремі випуски «Молодика» позитивно оцінив Бєлінський.